# Gisela de Kerzenbroeck
Gisela de Kerzenbroeck (alemany: Gisela von Kerssenbrock)  (Rulle, segle XIII - 10 de gener de 1300) o Gisela von Kerssenbrock va ser una monja a la ciutat alemanya de Rulle, que probablement va treballar la major part de la seva vida escrivint i il·lustrant manuscrits, a més de ser directora del cor.

## ElCodex Gisle
Gisela de Kerzenbroeck està documentada només com la creadora del que ara es coneix com a Codex Gisle o "Gradual de Gisela von Kerssenbrock", un gradual fet per al convent cistercenc de Rulle, prop d'Osnabrück, a Westfàlia, i ara a Osnabrück. Les següents paraules estan inscrites en una charterhand del segle xiv sobre el primer foli:
| « | La venerable i devota verge Gisela de Kerzenbroeck va escriure, il·luminà, anotà, paginà i decorà amb lletres d'or i belles imatges aquest extraordinari llibre en la seva pròpia memòria, l'any del Senyor 1300. Que la seva ànima descansi en pau. Amén. | » |

Aquesta inscripció es va afegir després de la mort de Gisela, encara que possiblement un temps considerable després, a jutjar per l'estil del manuscrit.
El manuscrit conté 52 inicials historiades, dues de les quals inclouen retrats de Gisela, marcats amb titulus.